# Need for Speed Heat
Need for Speed: Heat (укр. Жага Швидкості: Спека) — відеогра серії Need For Speed в жанрі аркадного автосимулятора, розроблялася студією Ghost Games. Анонс гри — 14 серпня 2019 року. Гра вийшла 8 листопада 2019 року для консолей PlayStation 4 і Xbox One, а також для персональних комп'ютерів на Windows.

## Геймплей
Need for Speed: Heat — це гоночна гра. Дія відбувається у відкритому світовому середовищі Палм Сіті — вигаданій версії міста Маямі, штату Флорида та його околиць.
В ігровій карті — різноманітна географія: гірські райони та відкриті поля. На відміну від Need for Speed Payback, у грі немає цілодобового циклу, але гравці можуть перемикатися між днем і ніччю.
Протягом дня гравці можуть брати участь у санкціонованих змаганнях, за які гравці отримують віртуальні кошти. Ігрову валюту можна витратити на нові машини та їх модернізацію. Вони також можуть брати участь у нелегальних вуличних перегонах вночі, тим самим здобувавши за них репутацію. Чим більшим стає рівень репутації гравця, тим більше коштів він буде заробляти у легальних перегонах вдень. Вночі у гравця зʼявляється так званий "Рівень Розшуку". Він підвищується, коли гравець перемагає у нелегальних змаганнях. Чим вищий рівень розшуку гравця, тим агресивнішою буде поліція. Гравці повинні втекти від поліцейських і повернутися до свого сховища, перш ніж їх схоплять або станеться аварія. Після того, як гравець заїхав до сховища його рівень розшуку обнулюється.
У грі також є сюжетна лінія, в якій гравці взаємодіють з міською поліцією на чолі з лейтенантом Мерсером. У грі — 127 автомобілів від 33 виробників. Ferrari повернулися у гру після вирішення проблем з ліцензією. На відміну від Payback, підвищення продуктивності більше не відбувається у випадкових Speedcards і розблоковується за допомогою репутації та перемог.
У гру включені заощаджувачі часу, які розкриють колекціонування на карті та платний вміст, який можна завантажити. 19 серпня 2019 року компанія Electronic Arts випустила додаток NFS Heat Studio для пристроїв iOS та Android. Користувачі можуть збирати та налаштовувати свої машини, які можна імпортувати в основну гру.

## Загадки
У грі є багато «великодок»: BMW з Need For Speed: Most Wanted, Nissan 350z з Need For Speed Underground 2, Ford Raptor F150 з Need For Speed: Payback та Nissan R32 з Need For Speed: Underground.

## Оцінки критиків та гравців
| Оцінки |                                                      |
| --- | ---------------------------------------------------- |
| \| Оцінка критиків \| Оцінка критиків \| \| Сайт \| Бали \| \| ---------------------------------------------------------- \| ---------------------------------------------------- \| \| Metacritic \| (PlayStation 4) 72/100 (Xbox ONE) 77/100 (PC) 72/100 \| \| Бали гравців \| \| \| Сайт \| Бали \| \| GamesRadar+ [Архівовано 5 березня 2016 у Wayback Machine.] \| 4,5/5 \| \| IGN \| 8.0/10 \| |                                                      |
| Оцінка критиків |                                                      |
| Сайт | Бали                                                 |
| Metacritic | (PlayStation 4) 72/100 (Xbox ONE) 77/100 (PC) 72/100 |
| Бали гравців |                                                      |
| Сайт | Бали                                                 |
| GamesRadar+ [Архівовано 5 березня 2016 у Wayback Machine.] | 4,5/5                                                |
| IGN | 8.0/10                                               |